# Moataz Al-Mousa
Moataz Al-Mousa (en árabe: معتز الموسى‎; La Meca, Arabia Saudita, 7 de agosto de 1987) es un exfutbolista de Arabia Saudita que jugaba en la posición de centrocampista.

## Carrera

### Club
| Periodo   | Club           | Apariciones | Goles |
| --------- | -------------- | ----------- | ----- |
| 2005–2015 | Al-Ahli FC     | 93          | 15    |
| 2016      | Najran SC      | 13          | 1     |
| 2016–2017 | Al-Wehda Mecca | 10          | 2     |

### Selección nacional
Jugó para Arabia Saudita en 16 ocasiones de 2008 a 2013 y participó en la Copa Asiática 2011.

## Logros
- Copa del Príncipe de la Corona Saudí: 2007
- Copa de Clubes Campeones del Golfo: 2008
- Copa del Rey de Campeones: 2011, 2012